# Припору (Валча)
Припору (рум. Priporu) насеље је у Румунији у округу Валча у општини Владешти. Oпштина се налази на надморској висини од 304 m.

## Становништво
Према подацима из 2002. године у насељу је живело 951 становника, од којих су сви румунске националности.